# Topscorer
Als Topscorer (von englisch top „Spitze“ und scorer „Schütze“), schweizerische Schreibung „Topskorer“, bezeichnet man im Sport einen Spieler, der in einer Mannschaft oder in einer Liga in einem Spiel oder in der kompletten Saison die meisten Punkte erzielt. Die Berechnungsgrundlage ist in den einzelnen Sportarten unterschiedlich. Der offensive Erfolg eines Spielers ist einer der Faktoren, die seinen sportlichen und finanziellen Wert für die Mannschaft ausmachen.

## Topscorer im Basketball
Im Basketball wird der Begriff Topscorer im Regelfall für den Spieler verwendet, der für sein Team die meisten Punkte in einem Spiel erzielt. Dabei gibt es zwei Punkte je Korberfolg, bei Freiwürfen einen Punkt und bei Würfen jenseits der Dreipunktelinie drei Punkte. Bei langfristiger Betrachtung über mehrere Spiele schwindet die Bedeutung dieses Begriffs. Zum einen wird dann exakt zwischen den durchschnittlich erzielten Punkten pro Spiel sowie der Gesamtpunktzahl unterschieden. Gelegentlich wird die Gesamtpunktzahl auch zu den genauen Spielminuten eines Spielers in Relation gesetzt und auf die Länge eines Spieles umgerechnet.
Zum anderen wird auch die Effektivität eines Spielers betrachtet, die auch die in jedem Basketballspiel erfassten statistischen Werte Assist, Rebound, Steal, Block und Turnover sowie die Fehlversuche beim Korbwurf berücksichtigt. Der Wunsch, die Leistungsfähigkeit eines Spielers zu erfassen, führt einerseits zu immer genaueren Statistiken wie das Player Efficiency Rating (PER), andererseits zu der Erkenntnis, trotzdem auf subjektives Scouting angewiesen zu sein, da nicht jedes mannschaftsdienliche Verhalten statistisch erfasst werden kann.

## Topscorer im Eishockey
Im Eishockey erhält der Spieler einen Scorerpunkt sowohl für einen Tor- oder Punktgewinn oder für eine Vorlage – dem sogenannten Assist. Der Begriff Topscorer findet sich in den Statistiken neben dem Toptorjäger und dem Topassistgeber. Toptorjäger und Topscorer sind in diesem Fall also nicht Synonym. Vielfach gibt es für den Topscorer bei Turnieren oder in Ligen Pokale und Auszeichnungen, beispielsweise den Top Scorer Award der Canadian Hockey League.

## Topscorer im Unihockey
Im Unihockey erhält sowohl der Torschütze als auch der Vorlagengeber einen Scorerpunkt. Im Schweizer Unihockey wird der Topscorer von der Mobiliar gesponsert und trägt das Trikot des Topscorers. Das Sponsoring der Mobiliar läuft bis 2017.

## Topscorer im Fußball
Auch im Fußball wird der Begriff in statistischen Auswertungen gebraucht, spielt jedoch neben dem Torschützenkönig nur eine untergeordnete Rolle.